# آرثر ماكسويل هاوس
آرثر ماكسويل هاوس هو طبيب أعصاب كندي، ولد في 10 أغسطس 1926 في Glovertown ‏ في كندا، وتوفي في 17 أكتوبر 2013 في سانت جونز في كندا.